# Jo Mielziner
Jo Mielziner, pseudonimo di Joseph Mielziner (Parigi, 19 marzo 1901 – New York, 15 marzo 1976), è stato uno scenografo statunitense, considerato come "lo scenografo di maggior successo dell'era d'oro di Broadway" e ha lavorato sia su spettacoli teatrali che musicali.

## Biografia

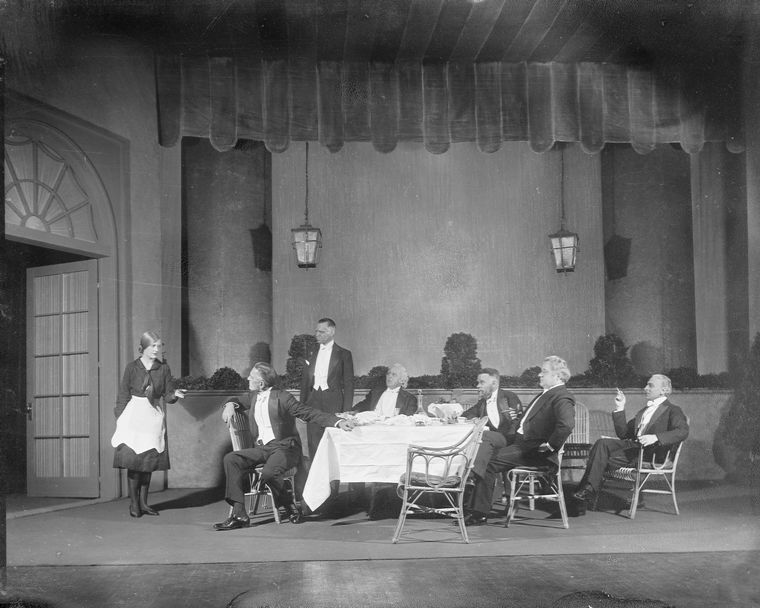
Scenografia di Mielziner per Il dilemma del dottore (1927), di George Bernard Shaw

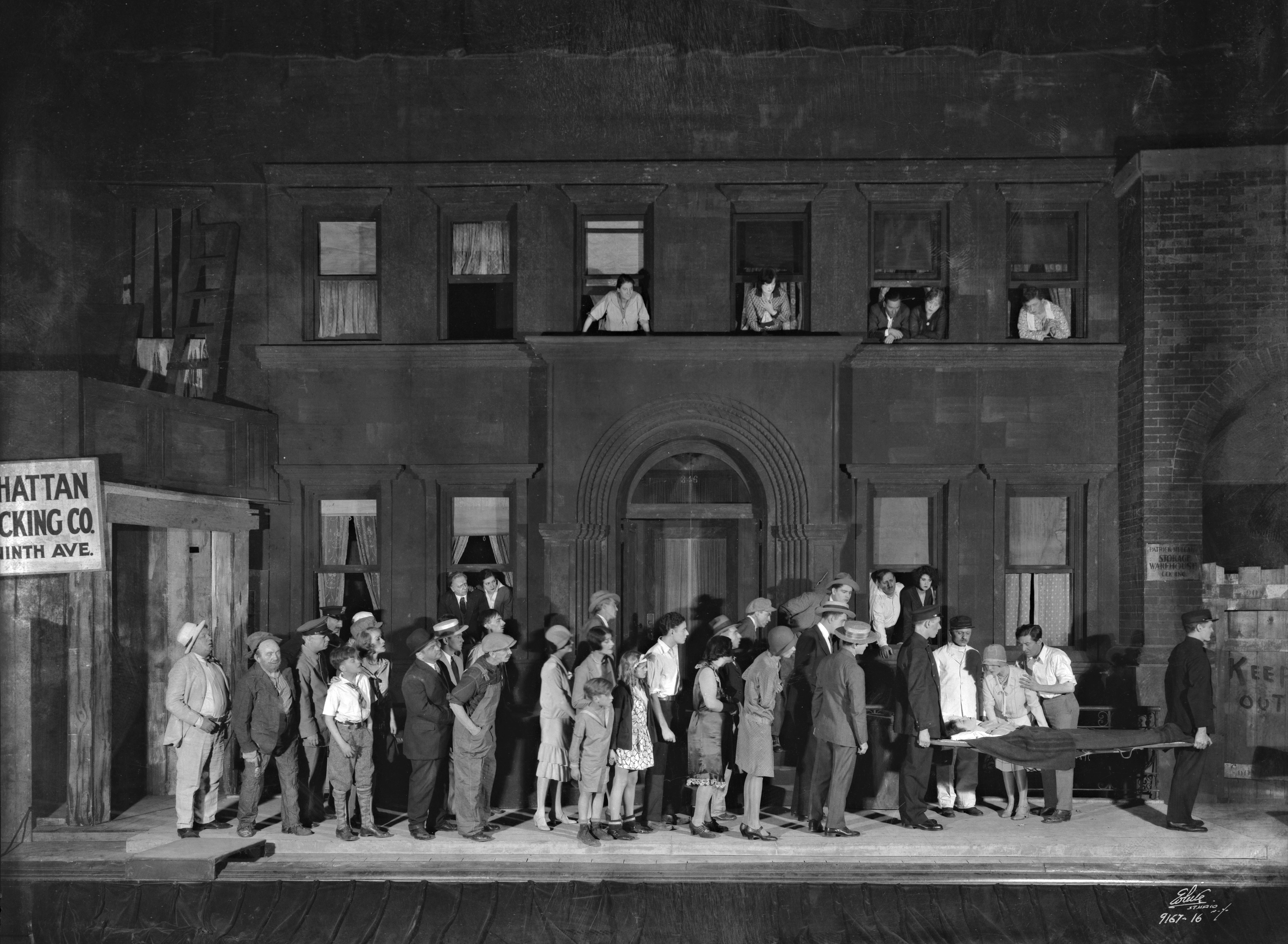
Scenografia di Mielziner per Street Scene (1929), di Elmer Rice

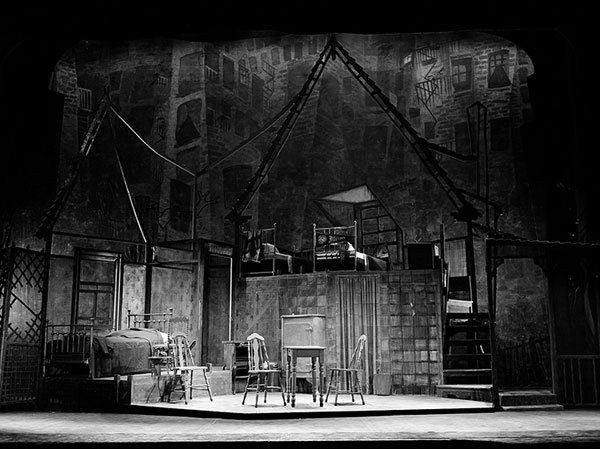
Scenografia di Mielziner per Morte di un commesso viaggiatore (1949), di Arthur Miller

Jo Mielziner era il figlio dell'artista Leo Mielziner e di Ella Friend, una scrittrice, fratello dell'attore-regista Kenneth MacKenna e nipote di un rabbino.
Jo Mielziner ha studiato pittura alla Art Students League e alla Pennsylvania Academy of the Fine Arts.
Suo fratello lo invitò ad avvicinarsi al palcoscenico, dove Mielzener scoprì
la sua passione per la scenografia. Con le borse di studio ricevute dalla Pennsylvania Academy, ebbe l'opportunità di studiare scenografia a Parigi, Vienna e Berlino, oltre a svolgere apprendistato presso Robert Edmond Jones, scenografo del drammaturgo Eugene O'Neill.
Mielziner è stato considerato uno dei più influenti scenografi teatrali del XX secolo, avendo progettato lo scenario per più di duecento produzioni, molte delle quali diventarono dei classici americani. Ha aperto la strada al "realismo selettivo" nella scenografia.
Debuttò a Broadway come scenografo nel 1927 con The Guardsman; a cui seguirono, a Broadway, le produzioni originali di Sweet and Low, Of Thee I Sing, Another Part of the Forest, Winterset, Oh, Captain !, Dodsworth, Strano interludio, Carousel, South Pacific, Guys and Dolls, The King and I, Un tram che si chiama Desiderio, Morte di un commesso viaggiatore;
Nel cinema ottenne il Premio Oscar come migliore scenografia per il film Picnic.
Nel corso della sua carriera, Mielziner ha vinto sette Tony Award ed è stato candidato per altri cinque.
Ha progettato l'allestimento per la mostra del Padiglione Vaticano della Pietà di Michelangelo alla Fiera mondiale di New York del 1964.
Jo Mielziner morì il 15 marzo 1976, in un taxi di New York, quattro giorni prima del suo settantacinquesimo compleanno.

## Teatro

### Scenografia
| - The Failures (1923); - The Barretts of Wimpole Street (1931); - The Dark Tower (1933); - Romeo and Juliet (1934); - Jubilee (1935); - Hamlet (1936); - Sing Out the News (1938); - Christmas Eve (1939); - Watch on the Rhine (1941); - The Firebrand of Florence (1945); - Annie Get Your Gun (1946); | - Allegro (1947); - Dance Me a Song (1950); - Flight Into Egypt (1952); - Fanny (1954); - The Most Happy Fella (1956); - Whoop-Up (1958); - Period of Adjustment (1960); - Guys and Dolls (1965); - I Never Sang for My Father (1968); - Out Cry (1973); - In Praise of Love (1974). |